# Evolvulus phyllanthoides
Evolvulus phyllanthoides är en vindeväxtart som beskrevs av Stefano Moricand. Evolvulus phyllanthoides ingår i släktet Evolvulus och familjen vindeväxter. Inga underarter finns listade i Catalogue of Life.